# هلموت بروکنر
هلموت بروکنر (به آلمانی: Helmuth Brückner) (زاده ۷ می ۱۸۹۶ - درگشته نامعلوم (بین سالهای ۱۹۵۱ تا ۱۹۵۴)) یک سیاستمدار آلمانی در دوره رایش سوم و از سال ۱۹۲۵ تا ۱۲ دسامبر ۱۹۳۴ گولایتر سیلیزیا بود.وی در ژوئیه ۱۹۴۵ توسط شوروی دستگیر شد و تا سال ۱۹۴۹ در زندانی در تورینگن بود سپس به شوروی منتقل شد و پس از مدتی در یکی از اردوگاه‌های کار اجباری گولاگ جان سپرد.